# 키노모토 토우야
키노모토 토우야(木之本 桃矢 기노모토 도야[*], 번안: 유도진)는 《카드캡터 사쿠라》의 등장인물이며, 사쿠라(번안: 유체리)의 7살 위의 오빠다. 우수한 성적과 스포츠 만능의 축구부 소속으로 학교의 인기인이다.

## 소개
토우야의 어머니인 나데시코(번안: 임소하)는 생전에 음악을 잘 하여 어머니에게 오르간과 바이올린을 배웠다. 후지타카(번안: 유익한)를 닮은 뛰어난 운동능력으로 스포츠를 잘하며, 가라데의 초단이다. 평소에 사쿠라를 자주 놀려 말다툼을 하는 일이 많다. 하지만, 속마음은 동생인 사쿠라를 소중하게 아끼고 있으며, 많은 아르바이트를 하고있어 밖에서 사쿠라와 우연히 마주치는 일이 자주 발생한다. 가족들과 돌아가면서 가사를 돕고 있으며, 집에서는 고양이 슬리퍼를 신고 있다.
강한 마력을 지닌 토우야는 나데시코의 영혼을 볼 수 있었지만, 토우야가 중학교에 올라갈 무렵 나데시코는 모습을 감춰 더는 보이지 않게 되었다. 이후, 환상의 '일루션' 카드가 일으킨 소동으로 사쿠라의 모습을 보기 위해 모습을 드러낸 나데시코와 재회하여 놀라기도 한다.
토우야의 강한 마력은, 토우야와 유키토의 동급생으로 전학 온 아키즈키 나쿠루(번안: 류미호)에게 노려지기도 한다. 또한, 그의 친구이자 소중한 사람인 유키토(번안: 오청명)가 부족한 마력으로 인해 사려질 위기에 처했을 때, 유키토가 인간이 아닌 것을 알고 있다는 것을 밝히고 마력을 넘겨줘서 도움을 줬다. 케로의 말에 의하면 사라진 마력은 다시 돌아오지 않는다고 하는데, 그 후유증으로 일시적으로 멍한 상태를 겪었다. 그 후, 영적 손실로 민감하게 느끼던 기척에 둔해지고, 이제는 어머니의 영적 존재를 볼 수 없게 되었다.
클리어 카드 편에서는 대학생이 되었다고 언급된다. 사쿠라에게 일어난 어떤 일을 알고 있는 듯한 묘사가 있으며, 유에는 토우야가 본인에게 넘겨준 마력은 돌아오지 않지만, 조금씩 새로운 힘이 생기고 있다고 말한다.

### 기타
클램프의 다른 작품인 《코바토》의 등장인물 '후지모토 키요카즈'와 안면이 있다.